# Isabel Tenaille
Isabel Tenaille (Madrid, 2 de diciembre de 1951) es una presentadora española de televisión.

## Biografía
Comenzó su actividad profesional a principios de los años 1970 como presentadora de continuidad en Televisión Española, desde donde daría el salto a la presentación del programa Revistero junto a Tico Medina en el año 1975. 
Tras un breve paso por el programa de descubrimiento de jóvenes talentos Gente joven, también en 1975, la gran popularidad le llegó cuando Maruja Callaved la fichó para la presentación de Gente hoy un magacín diario que alcanzó enorme éxito en España. Estuvo al frente del programa entre los años 1976 y 1977, momento en el que fue sustituida por Mari Cruz Soriano. Su labor en la presentación de Gente hoy le valió dos Premios TP de Oro correspondientes a los años 1976 y 1977, así como un galardón de los Premios Ondas en 1976.
Más tarde, en 1977, presentó un programa dedicado al mundo del cine, 24 imágenes por segundo, y en 1978 compartió plató con Mercedes Milá en el programa de entrevistas Dos por dos. Presentó también los programas previos al Festival de Eurovisión 1977 y 1981, conversando con los jurados antes de conectar con las sedes respectivas para ofrecer el certamen en directo.  
Tras esa etapa, Isabel Tenaille se centró en la presentación de informativos y culturales: Redacción noche (1979), Siete días (1979-1980), La Bolsa y la vida (1981) o Letra pequeña (1984-1986). Sin embargo, llegó incluso a probar sus dotes de actriz, protagonizando para el espacio Estudio 1 la versión televisiva de la obra de teatro El paseo del mono, que TVE emitió el 15 de enero de 1982. Durante esa etapa también hizo una incursión en el mundo de los concursos, presentando desde el plató A la caza del tesoro, junto a Miguel de la Quadra-Salcedo. Más tarde, entre enero y septiembre de 1987 presentó el Telediario de fin de semana, junto a Secundino González.
Hay que destacar que en los años 70, Isabel Tenaille alcanzó enorme popularidad, por su frescura y naturalidad, convirtiéndose en una de las musas del escritor Francisco Umbral, que la mencionaba en sus artículos como "niña Isabel".
Tras algún tiempo apartada de la pantalla, en 1996 copresentó junto a Matías Prats y Ana Obregón la Gala conmemorativa del cuadragésimo aniversario de TVE, Brindemos por los cuarenta, producida por Valerio Lazarov.
Sus últimos años de actividad profesional los desarrolló en TVE Internacional hasta su jubilación en 2007 con motivo de un expediente de regulación de empleo.
El 9 de octubre de 1978 contrajo matrimonio en el santuario de Arantzazu de Oñate (Guipúzcoa), con Adolfo Butterini, del que enviudó en el año 2000. En mayo de 1980 nació su hija Patricia Jara y en 1982 Elena María.
Su segunda hija, Elena María, es ahora profesora de lengua castellana y literatura en un colegio de Madrid.

## Trayectoria en TV
- Estudio 1

- - El paseo del mono (15 de enero de 1982)